# دریاچه روکوا
دریاچهٔ روکوا یک دریاچه حوضه بسته در دره روکوا در جنوب غربی تانزانیا است.